# Flip chip

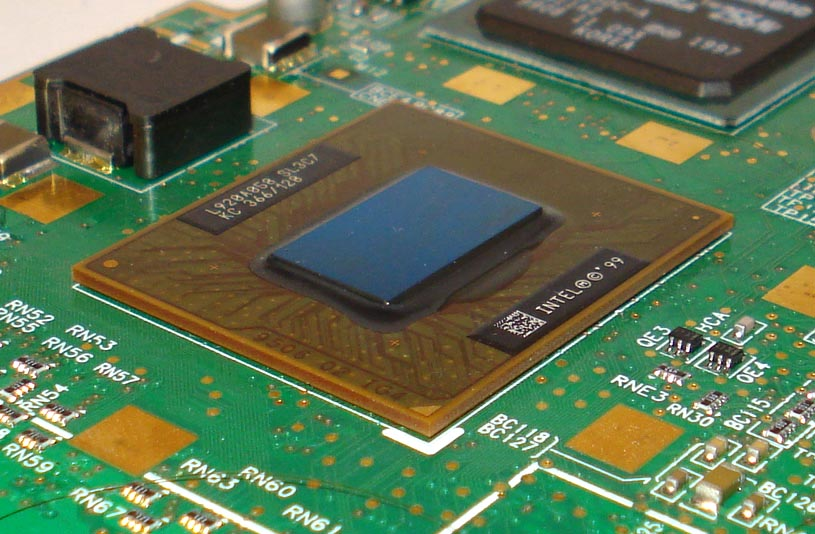
Intel Mobile Celeron i ett flip-chip BGA-paket (FCBGA-479); BGA-paketsubstratet eller flip chip-substratet, även kallat en BGA eller flip chip interposer, är mörkgult och kiselformen ser mörkblå ut

Undersidan av en dyna från ett flip chip-paket, det övre metallskiktet på IC-matrisen eller det övre metalliseringsskiktet och metalliserade kuddar för flip chip-montering är synliga

Flip chip, även känd som kontrollerad kollaps chip-anslutning eller dess förkortning, C4, är en metod för att sammankoppla mikrochip som halvledarenheter, IC-chips, integrerade passiva enheter och mikroelektromekaniska system (MEMS), till externa kretsar med lodkulor som har avsatts på chipkuddar. Tekniken utvecklades av General Electrics Light Military Electronics Department, Utica, New York. Lodkulorna avsätts på chipkuddarna på ovansidan av halvledarna under det sista bearbetningssteget av halvledaren. För att montera chipet på externa kretsar (till exempel ett kretskort eller ett annat chip eller halvledare), vänds det så att dess ovansida är vänd nedåt, och riktas så att dess kuddar ligger i linje med matchande pads på den externa kretsen, och sedan löds lodet om för att slutföra sammankopplingen. Detta är i motsats till trådbindning, där chipet monteras upprätt och fina trådar svetsas på chipkuddar och ledningsramkontakter för att koppla ihop chipkuddar till externa kretsar.

## Processteg
1. Integrerade kretsar skapas på skivan.
2. Kuddar är metalliserade på ytan av chipsen.
3. En lödkula avsätts på var och en av kuddarna, i en process som kallas halvledarstötning
4. Chips skärs.
5. Chips vänds och placeras så att lödkulorna är vända mot kontakterna på de externa kretsarna.
6. Lödkulor smälts sedan om (vanligtvis med hjälp av varmluftsåterflöde).
7. Monterat chip "underfylls" med ett (kapillärt, visat här) elektriskt isolerande lim.[4][5]

## Jämförelse av monteringstekniker

### Trådbindning/termosisk bildning

Sammankopplingarna i ett kraftpaket är gjorda med tjocka aluminiumtrådar (250 till 400 μm) kilbundna

I typiska halvledartillverkningssystem byggs chips upp i stort antal på en enda stor skiva av halvledarmaterial, vanligtvis kisel. De individuella markerna är mönstrade med små kuddar av metall nära deras kanter som fungerar som anslutningar till en eventuell mekanisk bärare. Chipsen skärs sedan ut ur skivan och fästs på sina bärare, vanligtvis via trådbindning som termoljudbindning. Dessa ledningar leder så småningom till stift på utsidan av bärarna, som är fästa på resten av kretsen som utgör det elektroniska systemet.

### Flip chip

Schematisk sidovy av en typisk flip chip-montering

Att bearbeta ett flip chip liknar konventionell tillverkning av integrerade kretsar, med några ytterligare steg. Nära slutet av tillverkningsprocessen är fästkuddarna metalliserade för att göra dem mer mottagliga för lödning. Detta består vanligtvis av flera behandlingar. En liten prick av lod avsätts sedan på varje metalliserad kuddde. Chipsen skärs sedan ut ur skivan som vanligt.
För att fästa flip-chipet i en krets, vänds chipet upp och ned för att föra ner lodprickarna på kontakter eller kuddar på den underliggande elektroniken eller kretskortet eller substratet. Lodet omsmälts sedan för att skapa en elektrisk anslutning, vanligtvis med användning av en termosonisk bindning eller alternativt återflödeslödningsprocess.
Detta lämnar också ett litet utrymme mellan chipets kretsar och den underliggande monteringen. I många fall "underfylls" ett elektriskt isolerande lim för att ge en starkare mekanisk anslutning, tillhandahålla en värmebrygga och för att säkerställa att lödfogarna inte belastas på grund av differentiell uppvärmning av chipet och resten av systemet. Underfyllningen fördelar den termiska expansionsmissanpassningen mellan chipet och kortet, vilket förhindrar spänningskoncentration i lödfogarna som skulle leda till för tidigt brott.
Lodkulor kan monteras på chipsen genom att separat tillverka kulorna och sedan fästa dem på chipsen genom att använda en vakuumupptagningsanordning för att plocka upp kulorna och sedan placera dem i ett chip med flussmedel applicerat på kontaktdynor för kulorna, eller genom halvledarstötning som består av elektroplätering där seedmetaller först avsätts på en skiva för att stöttas. Detta gör att lodet kan fästa vid kontaktkuddarna på chipsen under galvaniseringsprocessen. Seedmetallerna är legeringar och deponeras genom sputtering på skivan med chipsen som ska stötas. En fotoresistmask används för att endast avsätta seedmetallen ovanpå chipsens kontaktkuddar. Skivan genomgår sedan elektroplätering och fotoresistskiktet avlägsnas eller skalas av. Sedan genomgår lodet på chipsen lodåterflöde för att forma stötarna till sin slutliga form. Lodkulor är ofta 75 till 500 mikrometer i diameter.
Under 2008 utvecklades höghastighetsmonteringsmetoder genom ett samarbete mellan Reel Service Ltd. och Siemens AG i utvecklingen av en höghastighetsmonteringstejp känd som "MicroTape". Genom att lägga till en tape-and-reel-process i monteringsmetoden är placering i hög hastighet möjlig, vilket uppnår en 99,90-procentig plockhastighet och en placeringshastighet på 21 000 cph (komponenter per timme), med användning av standard PCB-monteringsutrustning.
Flip chip-paket består ofta av en kiselkrets som sitter ovanpå ett "substrat" som sedan sitter ovanpå ett traditionellt PCB. Substratet kan ha en Ball Grid Array (BGA) på sin undersida. Substratet gör anslutningarna till formen tillgängliga för användning av PCB. Substater tillverkade med uppbyggd film som Ajinomoto Build up Film (ABF), tillverkas runt en kärna och filmen staplas på kärnan i lager genom vakuumlaminering vid höga temperaturer. Efter att varje lager har applicerats härdas filmen, och laserborrning görs med CO2- eller UV-lasrar, sedan rengörs de blinda borrhålen i substratet och den uppbyggda filmen ruggas kemiskt med ett permanganat, och sedan avsätts koppar med strömlös kopparplätering, följt av att skapa ett mönster på kopparn med fotolitografi och etsning av substratet, och sedan upprepas denna process för varje etsning.

### Tejpautomatisk limning
Tape-automated bonding (TAB) utvecklades för att ansluta mikrochips med termokompression eller termoljudsbindning till ett flexibelt substrat med ett till tre ledande lager. Även med TAB är det möjligt att ansluta chipstift samtidigt som den lödningsbaserade flip chip-monteringen. Ursprungligen kunde TAB producera sammankopplingar med finare pitch jämfört med flip-chip, men med utvecklingen av flip-chipet har denna fördel minskat och har hållit TAB till att vara en specialiserad sammankopplingsteknik för bildskärmsdrivrutiner eller liknande som kräver specifika TAB-kompatibla rulle-till-rulle (R2R, reel-to-reel) liknande monteringssystem.

### Fördelar
Den resulterande färdiga flip-chip-enheten är mycket mindre än ett traditionellt bärarbaserat system. Chippet sitter direkt på kretskortet och är mycket mindre än bäraren både i area och höjd. De korta ledningarna minskar induktansen avsevärt, tillåter signaler med högre hastighet och leder värme bättre.

### Nackdelar
Avsaknaden av en bärare gör att flip-chips inte är lämpliga för enkelt byte eller manuell installation utan hjälp. De kräver också mycket plana monteringsytor, vilket inte alltid är lätt att finna, eller ibland svåra att underhålla eftersom skivorna värmer och kyler. Detta begränsar den maximala enhetens storlek.
Dessutom är de korta anslutningarna mycket styva, så den termiska expansionen av chipet måste anpassas till det stödjande kortet annars kan anslutningarna spricka. Underfyllningsmaterialet fungerar som en mellanläge mellan skillnaden i CTE för chipet och kortet

## Historik
Processen introducerades ursprungligen kommersiellt av IBM på 1960-talet för individuella transistorer och dioder packade för användning i deras stordatorsystem.
Keramiska substrat för flip-chip BGA ersattes med organiska substrat för att minska kostnaderna och använda befintliga PCB-tillverkningstekniker för att producera fler förpackningar åt gången genom att använda större PCB-paneler under tillverkningen. Ajinomoto Build up Film (ABF) utvecklades 1999 och har blivit ett material som ofta används i flip-chip-paket, som används för tillverkning av flip-chip-substrat i en semi-additiv process, först införd av Intel. Uppbyggnadsfilm hjälpte till att flytta industrin bort från keramiska substrat, och denna film är nu viktig i produktionen av organiska flip-chip-paket.

## Alternativ
Sedan flip chipets introduktion har ett antal alternativ till lödbultarna introducerats, som guldkulor eller gjutna dubbar, elektriskt ledande polymer och "pläterad stöt"-processen som tar bort en isolerande plätering med kemiska medel. Flip-chips har nyligen vunnit popularitet bland tillverkare av mobiltelefoner och annan småelektronik där storleksbesparingarna är värdefulla.